# Liam Mower
Liam Mower (Kingston upon Hull, Inglaterra, 30 de mayo de 1992) es un actor y bailarín británico. Mayormente reconocido por su talento en Ballet, fue uno de los tres chicos que compartió el rol principal en el reparto original de Billy Elliot El Musical en Londres. También es la persona más joven en ganar un Premio Laurence Olivier.

## Biografía

### Primeros años
Liam nació en Kingston upon Hull. Su padre es un Ingeniero, y su madre trabaja en una tienda de sándwiches. Liam tiene tres hermanos, (Luke, Lewis y Leighton). Liam se convirtió en un alumno del Royal Ballet School (RBS por sus siglas en inglés) al mismo tiempo de estar audicionando para Billy Elliot, para finalmente dedicarle su tiempo completo a este último, y poder cumplir sus compromisos profesionales y al mismo tiempo mantener una buena calidad de vida. Liam también participó en el Northern Theatre Company (NTC por sus siglas en inglés) en Kingston upon Hull, y ahora estudia en el Rambert School of Ballet and Contemporary Dance en Twickenham. Antes de asistir a Rambert, también le fue ofrecido un lugar en el London Studio Centre.

### Carrera
La primera presentación de Liam fue el día de prensa (11 de mayo de 2005) y continuó actuando hasta finales de septiembre del 2006. También actuó en el vídeo de Electricity de Elton John y participó en BBC's Children in Need el 18 de noviembre de 2005 presentando Electricity. También tuvo varias participaciones en televisión, como en Blue Peter. Liam actuó por última vez en Billy Elliot el 30 de septiembre de 2006. Su despedida fue cubierta tanto por la prensa nacional e internacional, pues significó la última participación de uno de los 'Billys' originales. Unas palabras de dedicación fueron hechas para Liam en su última presentación por el resto de los actores, y le obsequiaron un perro llamado "Billy". En su despedida, Stephen Daldry mencionó que "Liam tiene un talento único y ha sido para todos una bendición tener la oportunidad de verlo brillar en Billy Elliot en los pasados 18 meses. En pocas ocasiones uno se topa con un bailarín con tantas habilidades y talentos, particularmente cuando estas son combinadas con la determinación y el buen humor de Liam. Él ha sido el centro de la gran familia de Billy Elliot por tres años y medio y su última presentación será una noche que despertará grandes emociones. Mientras Liam va en camino a convertirse en mayor le estaremos diciendo adiós a uno de los chicos más ovacionados que ha pisado el West End. El final de una era para nosotros pero el principio de una gran aventura para Liam."
Liam regresó a su ciudad natal al Archbishop Thurstan School ( ahora Archbishop Sentamu academia de ciencias), Hull, para estudiar sus GCSEs, pero tuvo una fugaz reaparición en Billy Elliot el 22 de noviembre de 2006, presentándose en una gala de caridad para la fundación Place2Be. En el show participó junto a Elton John y el panel de jueces de X-factor.
La carrera de Mower después de Billy Elliot fue algo quieta, pero siguió participando en actividades de teatro. También apareció en octubre de 2006 en Thoroughly Modern Millie en el Hull New Theatre, y después hizo una aparición en la popular serie policiaca de ITV, Wire in the Blood en el papel de Mickey. Entre sus trabajos más recientes esta su aparición en el papel principal de Pinocchio en la Navidad del 2007 en el The Priestley Theatre en Bradford. También apareció en el soundtrack de Pinocchio el cual está disponible en [iTunes]].
Mower recientemente ha declarado que le gustaría regresar al West End, y que estaba tomando clases de canto. Tuvo un muy buen desempeño en sus GCSE's con 14 calificación de A* a C. Mower también ha declarado anteriormente que le gustaría ser un bailarín antes de ser un actor: "Después de haber obtenido mi diploma de la preparatoria me gustaría unirme a una compañía de Danza e incursionar en actuación después. Tiene más sentido hacerlo en ese orden."
En noviembre de 2011, fue anunciado que Liam regresaría a los escenarios en el Cascanueces (Matthew Bourne's Nutcracker). En esta producción de Ballet, Mower participa como uno de los 2 cupidos.

## Premios
Ganó, junto con James Lomas y George Maguire, el Theatre Goers’ Choice Award 2005 por The Most Promising Newcomer. Y el 26 de febrero de 2006 Liam, James Lomas and George Maguire recibieron un Laurence Olivier Award por su participación en el musical, convirtiéndolos en los primeros en ganar el premio de una manera compartida. Esto hace de Liam la persona más joven en ganar este premio. Liam también ganó el Critics' Cirle Award el mismo mes por Best Newcomer.